# Берестейський повіт (II Річ Посполита)

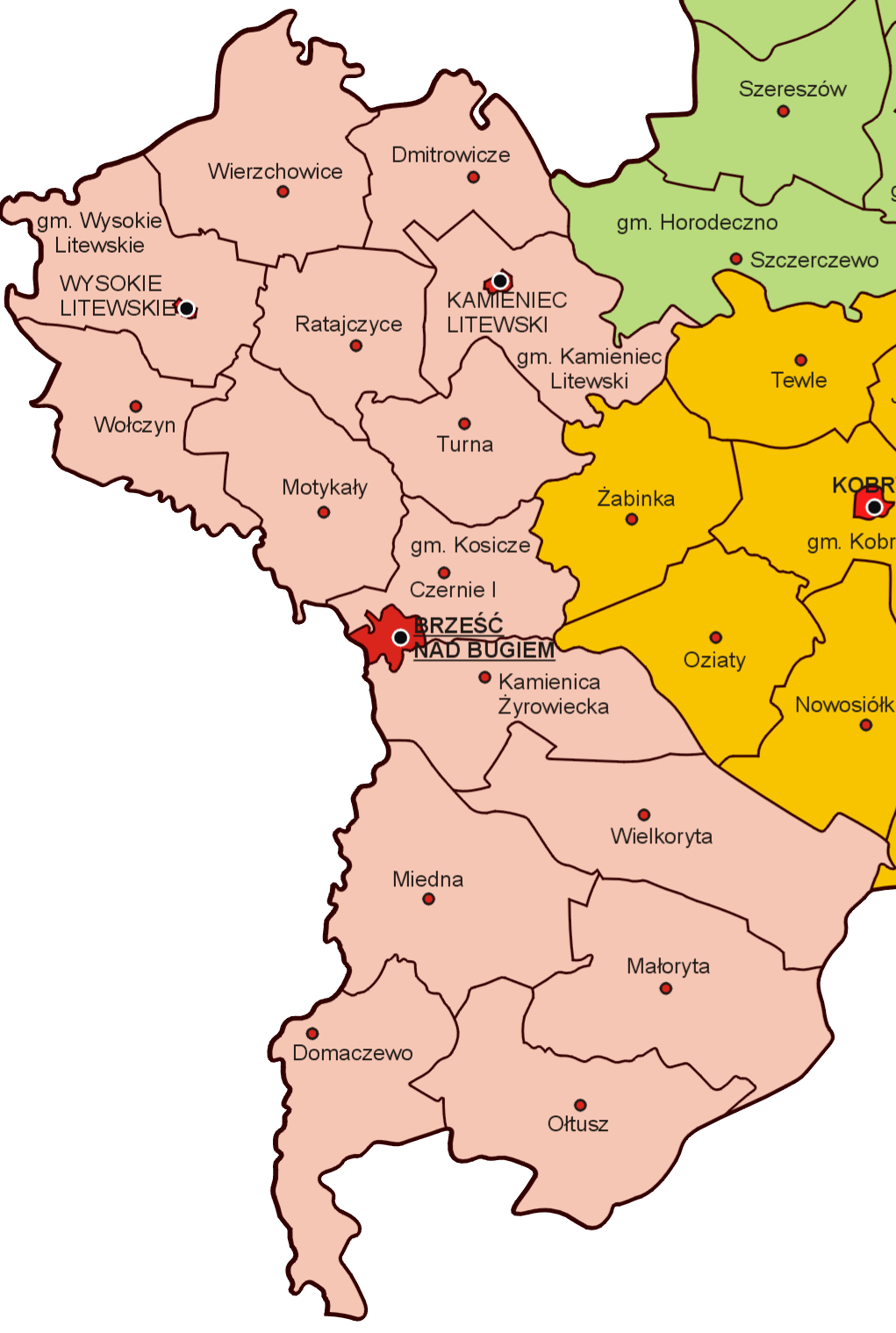
Берестейський повіт

Бересте́йський пові́т (пол. Powiat brzeski) — у 1920—1939 роках повіт Поліського воєводства Польської Республіки.

## Історія
Після окупації поляками Берестейщини в лютому 1919  р. збережений колишній Берестейський повіт Холмської губернії Української Народної Республіки (до того — Гродненської губернії Російської імперії). 
12 грудня 1920 року вилучені гміни Половці, Вєжховєц, Дмітровіче і Дворце до новоутвореного Біловезького повіту, але ці гміни повернені назад після входження Біловезького повіту до Білостоцького воєводства 19 лютого 1921 р. Повітове місто — Берестя. У склад повіту входило 22 сільські гміни, 1 місто і 2 містечка.
Антиукраїнська політика польської влади знайшла продовження при проведенні перепису, коли українців рахували «тутейшими», поляками або білорусами. Станом на 1931 рік за урядовими публікаціями населення повіту становило 1215 927 осіб (23,3 % поляків, 14,9 % євреїв, 7,9 % білорусів 44,1 % «тутешніх» і лише 8,3% українців). 
Українська «Просвіта на Поліссі» мала свої гуртки в 56 селах Берестейського повіту.
Після радянської анексії включений 4 грудня 1939 року до новоутвореної Берестейської області. Ліквідований 15 січня 1940 року внаслідок реорганізації області на райони. Під час німецької окупації територія була включена до Берестейського ґебіту Генеральної округи Волинь-Поділля Райхскомісаріату Україна з центром у Бересті, тобто німці визнавали Берестейщину українською етнічною територією.

## Адміністративний поділ
1 січня 1923 р. вилучено село Підбульково з гміни Рогожна Кобринського повіту і включено до гміни Косичі Берестейського повіту.
1 січня 1926 р. вилучено село Вєлюнь зі гміни Збіроґі Кобринського повіту і включено до гміни Косичі Берестейського повіту.
Розпорядженням Ради Міністрів 19 березня 1928 р.: 
- територія ліквідованої ґміни Мокрани Кобринського повіту включена до ґміни Вєлькорита Берестейського повіту за винятком сіл Осова і Ляховці, включених до ґміни Малорита
- вилучені поселення — села: Буяки, Харитони, Готовичі, Карабани, Лідими, Максими, Очки, Смоляни, Сичі, Вітошки, Волоски, Залісся, Забережжя і Збироги, фільварки: Буяки, Поплави і Смолин, селище Смолин-Янівський та колонію Макаси із ґміни Збироги Кобринського повіту і включено їх до ґміни Косичі Берестейського повіту
- ліквідовано ґміну Дворце, а села: Дворці, Дідівка Мала, Дідівка Селика, Грудовики, Ганьці, Ліски, Пересік, Великоліс і Воля, фільварки: Сокольник і Залав'я та селище Діброва і колонія Павлюківщина включені до ґміни Городечна Пружанського повіту, та села: Хідри Малі, Хідри Великі і Ясень та фільварки Буянець і Засьби — до ґміни Шерешув Пружанського повіту, також села: Чемери, Кривляни і Підрічани — до ґміни Камєнєц Літевскі Берестейського повіту
- вилучені поселення — села: Черняни, Гута Шкляна і Малинівка та колонії Черняни, Новий Двір і Старий Двір з ґміни Вєлькорита Берестейського повіту і включено їх до ґміни Новосюлкі Кобринського повіту.

Розпорядженням Міністра внутрішніх справ Польщі 23 березня 1928 р. ліквідовано ґміни: 
- Лищице, а її територія включена до ґміни Мотикали
- Половце, а належні до неї села Хлівища, Гола, Піщатка-Половецька, Половці, Суходіл, Ставище, Терехи, Вілька Терехівська, Зубаче і колонія Софіївка включені до ґміни Вєжховіце, решту ж поселень включені до ґміни Високє Літевскє
- Пшиборово, а її територія включена до ґміни Домачево
- Радваніче, а її територія включена до ґміни Камєніца Жировєцка
- Войска, а належні до неї села Голончиці, Ганцевичі, Головчиці, Городище, Любашки, Огородники, Переходи, Роб'янка і Станьковичі та фільварок Городище і селище Богачі включені до ґміни Дмітровіче, решту ж поселень включено до ґміни Ратайчице
- Жицін, а її територія включена до ґміни Камєнєц Літевскі.

Розпорядженням Ради Міністрів 31 травня 1929 р. межі міста Берестя розширені за рахунок приєднання земель ґмін Косіче і Камєніца-Жировіцка
1 квітня 1932 р. село, колонія і військове селище Лісовчиці та села Рушили і Ґершони з ґміни Ратайчице передані до ґміни Вєжховіце, а село Зубаче передане з ґміни Вєжховіце до ґміни Високє Літевскє.
Розпорядженням міністра внутрішніх справ 18 квітня 1934 р. межі міста Кам'янець розширені за рахунок приєднання земель ґміни Камєнєц Літевскі, а міста Високе-Литовське — ґміни Високє Літевскє.

### Гміни
- Дмітровіче
- Домачево
- Дворце (до 1928)
- Камєніца Жировєцка
- Камєнєц Літевскі
- Косіче
- Лищице (до 1928)
- Малорита
- Мєдна
- Мотикали
- Олтуш
- Половце (до 1928)
- Пшиборово (до 1928)
- Радваніче (до 1928)
- Ратайчице
- Турна
- Вєлькорита
- Вєжховіце
- Войска (до 1928)
- Волчин
- Високє Літевскє
- Жицін (до 1928)

### Міста
- Берестя
- Кам'янець
- Високе